# ... У місці під назвою Земля
... У місці під назвою Земля (ісп. ...en un lugar llamado Tierra) — науково-фантастичний роман іспанського письменника Хорді Сьєрра-і-Фабра, за який він отримав премію Gran Angular від видавництва «Grupo SM» у 1983 році. Частина трилогії «Цикл земель».

## Сюжет
У далекому майбутньому наша цивілізація була майже знищена через «Великий Голокост». За допомогою високих технологій соціальне співіснування між людством та машинами стає гармонійним, після мовчазного підкорення людства. Через конституцію, в умовах досконалого суспільства, в якому люди та машини рівні перед законом, вчений Хал Яцзуби повинен розслідувати ймовірне вбивство андроїда Людоса 7-521, головним підозрюваним якого є другий пілот-людина Джуб-Ер, оскільки Людос і він подорожували на одному кораблі, коли поверталися додому по завершенні експедиції в космічному просторі. Проте в ході розслідування Хал починає поспішати, щоб зберегти життя другого пілота Джуб-Ера, намагаючись довести машинам, що їхня логіка (машина не може самознищитися) не така вже й точна, як вони вважають.